# Amor en custodia (série télévisée, 2005)
Pour les articles homonymes, voir Amor en custodia.
Amor en custodia (Pasiones prohibidas en Amérique latine) est une telenovela mexicaine diffusée en 2005 - 2006 par Azteca Trece.

## Distribution
- Margarita Gralia : Paz Achaval-Urien Bustamante / Samantha Martínez
- Sergio Basáñez : Juan Manuel Aguirre
- Paola Núñez : Bárbara Bazterrica Achaval-Urien / Bárbara Torrejon Millan "Barbie"
- Andrés Palacios : Nicolás Pacheco
- Verónica Merchant : Victoria Achaval-Urien Bustamante
- Alvaro Guerrero : Franccesco Fosco (Carlos González)
- Fernando Sarfati : Alejandro Bazterrica
- Adriana Louvier : Tatiana Aguirre (Lucia Cáceres Achaval-Urien, hija de Victoria y Conrado)
- Sergio Kleiner : Santiago Achaval-Urien
- Verónica Langer : Alicia Almazan
- Carmen Madrid : Gabriela Almazan /Gabriela Achaval-Urien Almazan/ Ariana
- Bruno Bichir : Conrrado Cáseres
- Itari Marta : Milagros Bazterrica Achaval-Urien "Millie"
- Sebastian Ligarde : Enrique
- Regina Torné : Mercedes Bustamante de Achaval-Urien
- Lupita Sandoval : Nora
- Surya MacGregor : Katia
- Ramiro Huerta : Ernesto Santos "Tango"
- Daniela Schmit : Lilí
- America Ferrer : Kenna
- Lisset : Carolina Costas
- Irene Arcila : Ines
- Carlos Millet : Gino
- Sophie Alexander : Noelia
- Aarón Beas : Fabrizio Alcorta
- Carlos Torres : Pedro "El mono"
- Claudette Maillé : Isabella
- Mauricio Esquivel : Panchito

## Participations spéciales
- Sebastián Estevanez : Mauro Mendoza
- Soledad Silveyra : Magdalena Millán
- Vanessa Ciangherotti : Milagros
- Cecilia Ponce : Ana Torrejón

## Diffusion internationale
| Pays ou Région | Titre               | Chaîne               |
| -------------- | ------------------- | -------------------- |
| Mexique        | Amor en custodia    | Azteca Trece         |
| États-Unis     | Amor en custodia    | Azteca America       |
| Chili          | Pasiones prohibidas | Red Televisión       |
| Costa Rica     | Pasiones prohibidas | Repretel             |
| Paraguay       | Pasiones prohibidas | SNT                  |
| Panama         | Pasiones prohibidas | Telemetro            |
| Porto Rico     | Pasiones prohibidas | Telemundo Porto Rico |
| Pérou          | Pasiones prohibidas | ATV                  |
| Équateur       | Pasiones prohibidas | RTS                  |
| Venezuela      | Pasiones prohibidas | Televen              |

## Versions
- Amor en custodia (2005), produit par Telefe.
- Amor en custodia (2009 - 2010), produit par RCN Television.
- Amores verdaderos (2012), produit par Televisa.

### Sources
- (es) Cet article est partiellement ou en totalité issu de l’article de Wikipédia en espagnol intitulé « Amor en custodia (México) » (voir la liste des auteurs).